# Erebostrota albocincta
Erebostrota albocincta là một loài bướm đêm trong họ Noctuidae.